# Michelle Karvinen
Michelle Karvinen (* 27. März 1990 in Rødovre) ist eine dänisch-finnische Eishockeyspielerin, die seit 2022 beim Frölunda HC in der Svenska damhockeyligan unter Vertrag steht und international für Finnland spielt. Ihr Bruder Jannik ist ebenfalls Eishockeyspieler, läuft international aber für Dänemark auf.

## Karriere
Michelle Karvinen ist die Tochter einer Dänin und von Heikki Karvinen, der als Spieler in Finnland und Dänemark spielte und heute als Trainer in Dänemark arbeitet. Michelle Karvinen wuchs in Dänemark auf und begann ihre Karriere beim Rødovre SIK, für dessen Nachwuchsabteilung sie spielte. Ab 2005 lief sie für die U19-Mannschaft des Vereins auf und gewann mit dieser Mannschaft 2010 und 2011 die Meisterschaft dieser Altersklasse. Zudem lief sie parallel für die zweite Herren-Mannschaft des Vereins in der zweitklassigen 1. division und gewann 2011 deren Meisterschaft.

### Erfolge in Finnland, Schweden und der Schweiz
2007 begann sie parallel für die Espoo Blues in der finnischen Naisten SM-sarja zu spielen. 2008 gewann sie ihre erste finnische Meisterschaft mit den Blues und wiederholte diesen Erfolg ein Jahr später.
2011 entschied sie sich zu einem Wechsel nach Nordamerika und nahm ein Studium des Grafikdesigns an der University of North Dakota auf. Parallel spielte sie bis 2014 für das Eishockeyteam der Universität in der WCHA, einer Liga der NCAA. 2012 wurde sie als WCHA-Rookie of the Year ausgezeichnet.
Vor der Saison 2014/15 kehrte sie nach Europa zurück, konzentrierte sich auf ihr Studium und lief nur in einigen Spielen des European Women Champions Cups für die Espoo Blues auf. Anschließend wurde sie von Luleå HF/MSSK aus der schwedischen Riksserien verpflichtet, bei dem sie in den folgenden Jahren zur absoluten Leistungsträgerin avancierte. Neben drei schwedischen  Meisterschaften (2016, 108 und 2019) wurde sie mehrfach als Topscorerin, Toptorschützin sowie je einmal als Playoff-MVP und Stürmerin des Jahres ausgezeichnet. 2020 entschied sie sich, in die Schweizer Women’s League zum Ladies Team Lugano zu wechseln, mit dem sie 2021 Schweizer Meister wurde und sowohl in der regulären Saison, als auch in den Playoffs Topscorerin und beste Torschützin war. Nach diesen Erfolgen verließ sie den Klub aus dem Tessin und wurde vom chinesischen Frauenteam Shenzhen KRS Vanke Rays aus der russischen Schenskaja Hockey-Liga verpflichtet. Für KRS spielte sie bis zum Ende der Saison 2021/22 und gewann mit dem Klub 2022 die Meisterschaft der Schenskaja Hockey-Liga. Anschließend kehrte sie nach Europa zurück und wurde vom Frölunda HC aus der NDHL, der zweiten schwedischen Frauenspielklasse, verpflichtet. 2023 schaffte Karvinen mit Frölunda den Aufstieg in die Svenska damhockeyligan.

### International
Michelle Karvinen besitzt sowohl die dänische, als auch die finnische Staatsbürgerschaft. Um die Chance zu haben, an Olympischen Winterspielen teilnehmen zu können, entschied sie sich, international für die finnische Nationalmannschaft aufzulaufen. Sie debütierte 2006 im Nachwuchsnationalteam Finnlands. 2009 wurde sie für ihre erste Weltmeisterschaft nominiert, erzielte im Turnierverlauf fünf Tore und wurde in das All-Star-Team des Turniers gewählt. Ein Jahr später nahm sie an den  Olympischen Winterspielen 2010 in Vancouver teil und gewann die Bronzemedaille.
Bei der Weltmeisterschaft 2011 gewann sie mit den finnischen Frauen eine weitere Bronzemedaille und wurde erneut in das All-Star-Team gewählt.

## Erfolge und Auszeichnungen

### Klub-Wettbewerbe
- 2008 Finnischer Meister mit den Espoo Blues
- 2008 Beste Torschützin der Hauptrunde und Topscorerin der SM-sarja-Play-offs
- 2009 Finnischer Meister mit den Espoo Blues
- 2009 Topscorerin der Hauptrunde und der SM-sarja-Play-offs
- 2010 Dänischer U19-Meister mit dem Rødovre SIK
- 2011 Dänischer U19-Meister mit dem Rødovre SIK
- 2011 Meister der 1. division mit dem Rødovre SIK
- 2012 WCHA Rookie of the Year
- 2016 Schwedischer Meister mit Luleå HF
- 2016 Topscorerin (79 Punkte) der Riksserien-Hauptrunde
- 2016 Wertvollste Spielerin (MVP) der Riksserien-Playoffs
- 2017 Topscorerin (70) der SDHL-Hauptrunde
- 2018 Schwedischer Meister mit Luleå HF
- 2018 Stürmerin des Jahres der SDHL
- 2018 Topscorerin der SDHL-Hauptrunde (68) und -Playoffs (15)
- 2019 Schwedischer Meister mit Luleå HF
- 2019 Topscorerin der SDHL-Playoffs (18)
- 2021 Schweizer Meister mit dem Ladies Team Lugano
- 2021 Beste Torschützin (27) und Topscorerin (49) der SWHL-Hauptrunde
- 2021 Beste Torschützin (5) und Topscorerin (12) der SWHL-Playoffs
- 2021 Wertvollste Spielerin (MVP) und Beste Stürmerin der SWHL[6]
- 2022 Meisterschaft der Schenskaja Hockey-Liga mit den Shenzhen KRS Vanke Rays
- 2023 Aufstieg in die Svenska damhockeyligan mit dem Frölunda HC

### International
- 2009 Bronzemedaille bei der Weltmeisterschaft
- 2009 All-Star-Team der Weltmeisterschaft
- 2010 Bronzemedaille bei den Olympischen Winterspielen
- 2011 Bronzemedaille bei der Weltmeisterschaft
- 2014 Beste Stürmerin und All-Star-Team der Olympischen Winterspiele[7]
- 2014 Topscorerin (7) und beste Torschützin (5) der Olympischen Winterspiele
- 2015 Bronzemedaille bei der Weltmeisterschaft
- 2017 Bronzemedaille bei der Weltmeisterschaft
- 2018 Bronzemedaille bei den Olympischen Winterspielen
- 2019 Silbermedaille bei der Weltmeisterschaft
- 2019 All-Star-Team der Weltmeisterschaft
- 2021 Bronzemedaille bei der Weltmeisterschaft
- 2022 Bronzemedaille bei den Olympischen Winterspielen
- 2025 Bronzemedaille bei der Weltmeisterschaft

## Karrierestatistik

### International
(Legende zur Spielerstatistik: Sp oder GP = absolvierte Spiele; T oder G = erzielte Tore; V oder A = erzielte Assists; Pkt oder Pts = erzielte Scorerpunkte; SM oder PIM = erhaltene Strafminuten; +/− = Plus/Minus-Bilanz; PP = erzielte Überzahltore; SH = erzielte Unterzahltore; GW = erzielte Siegtore; 1 Play-downs/Relegation; Kursiv: Statistik nicht vollständig)